# RS Feva

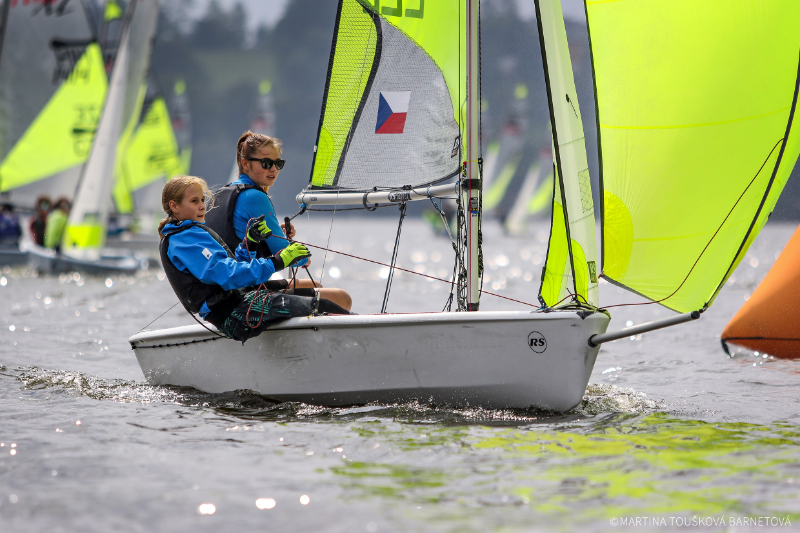
Plachetnice RS Feva – jachting pro děti a mládež

RS Feva je dvouposádková plachetnice pro děti a mládež (s možností jízdy dospělých osob). Loď je navržena pro jízdu dvou juniorských jachtařů, nebo týmu dospělý + dítě. Dá se také řídit samostatně.

## Provedení a design
RS Feva je malá bezúdržbová plachetnice s trupem z trojvrstvého PE plastu (Comptec PE3), dostupná ve dvou variantách oplachtění – RS Feva XL a RS Feva S.
Obě varianty obsahují hlavní plachtu, kosatku a genakr (asymetrický spinakr). Design dovoluje, aby byly kosatka a genakr užity ve stejný moment při jízdě na zadní nebo boční vítr pro maximální účinnost.
RS Feva XL je závodní varianta plachetnice RS Feva. Trup plachetnice a takeláž je stejná jako u RS Feva S, ale přichází s plnohodnotnou závodní mylarovou hlavní plachtou.
RS Feva S je určena k rekreačnímu a tréninkovému jachtingu. Má menší dakronovou hlavní plachtu.

## Popularita
Na každoročním Mistrovství světa pravidelně startuje 200 plachetnic (limitovaný počet) RS Feva z více než 15 zemí světa. RS Feva byla dle dat z roku 2019 nejrozšířenější dvouposádková lodní třída pro mládež na vodách v Čechách a na Moravě.

## Mezinárodní a národní podpora
Majitelé a jachtaři na lodích RS Feva jsou po celém světě organizováni v mezinárodní "International RS Feva Class Association" a sítí národních "National Class Associations", kteří pořádají Mistrovství Evropy, světa a regionální mistrovství.
V ČR se organizací lodní třídy RS Feva věnuje Asociace lodních tříd RS, která je členem Českého svazu jachtingu.

## Specifikace plachetnice RS Feva
| Designér                     | Paul Handley (UK)                         |
| Délka                        | 3,64 m                                    |
| Šířka                        | 1,42 m                                    |
| Hmotnost                     | 73 kg                                     |
| Velikost oplachtění          |                                           |
| Kosatka                      | 2,1 m²                                    |
| Hlavní dakronová plachta "S" | 5,5 m²                                    |
| Hlavní mylarová plachta "XL" | 6,5 m²                                    |
| Gennaker                     | 7,0 m²                                    |
| Stěžeň – hliníkový profil    | dělitelný na 2 části pro snadnou přepravu |
| Ráhno – hliníkový profil     |                                           |
| Ploutev a kormidlo           | plovoucí, hliníkový profil, moderní tvar  |